# Антропоид (фильм)
«Антропоид» (англ. Anthropoid) — художественный фильм британского режиссёра Шона Эллиса, основанный на реальных событиях. В основе сюжета лежит операция «Антропоид», проведённая чехословацким сопротивлением в 1942 году, целью которой было убийство протектора Богемии и Моравии Рейнхарда Гейдриха. Главные роли в фильме исполнили Джейми Дорнан и Киллиан Мёрфи.

## Сюжет
В декабре 1941 года Чехословацкое правительство в изгнании посылает в оккупированную нацистами Прагу агентов Йозефа Габчика и Яна Кубиша, чтобы осуществить чрезвычайно опасную миссию. Им предстоит убить Рейнхарда Гейдриха — протектора Богемии и Моравии, третье лицо Рейха, получившего прозвище «Пражский мясник». Немногочисленные члены Пражского сопротивления всеми силами оказывают им поддержку. Миссия оказывается под угрозой, когда Кубиш влюбляется в Марию, прислуживающую его квартирной хозяйке. Габчик напоминает ему о долге, который важнее любых чувств.
Габчик и Кубиш осуществляют покушение на Гейдриха, оно проходит не совсем по плану. Однако через 8 дней Гейдрих умирает от полученных ран. Немецкие власти объявляют охоту на участников покушения. Габчик и Кубиш скрываются в церкви Кирилла и Мефодия вместе с другими парашютистами, десантировшимися на территорию Чехословакии в разное время. Обыски, допросы и предательство делают своё дело — парашютисты обнаружены. Немцы штурмуют собор, но чехословацкие патриоты не готовы сдаться без боя.

## Актёрский состав
- Киллиан Мёрфи — Йозеф Габчик
- Джейми Дорнан — Ян Кубиш
- Анна Гейслерова — Ленка Фафкова, сочувствующая сопротивлению, испытывает романтические чувства к Габчику
- Гарри Ллойд — Адольф Опалка, парашютист, участник чехословацкого сопротивления
- Тоби Джонс — «дядя» Ян Зеленка-Хайски, один из руководителей чехословацкого сопротивления
- Шарлотта Лебон — Мария Коварникова, помощница пани Моравец, невеста Кубиша
- Алена Мигулова — пани Моравец, квартирная хозяйка Габчика и Кубиша, сочувствующая сопротивлению
- Билл Миллнер — Атья Моравец, скрипач, сын пани Моравец
- Вацлав Неужил — Йозеф Валчик, парашютист, участник чехословацкого сопротивления
- Сэм Кили — Йозеф Бублик, парашютист, участник чехословацкого сопротивления
- Детлеф Бот — Рейнхард Гейдрих
- Иржи Шимек — Карел Чурда, участник сопротивления, предатель

## Производство
Съёмки фильма полностью проходили в Праге, чтобы сделать его наиболее близким для восприятия чехами. В одном из интервью Шон Эллис рассказал, что для съёмок сцены боя в Церкви Кирилла и Мефодия в студии была построена точная реплика собора. Работа над фильмом включала в себя изучение материалов покушения, чтобы наиболее достоверно передать события и перемещения участников сопротивления в каждый конкретный момент.
Локации съёмок включали в себя Пражский град, Карлов мост.
Съёмки сцены покушения проходили на пересечении улиц Хотковой и Баденихо, где ещё сохранились старые пражские пейзажи.

## Премьеры
Мировая премьера фильма прошла на Карловарском кинофестивале 2016 года, где «Антропоид» был показан в качестве фильма открытия 1 июля 2016 года.
Премьера в США состоялась 12 августа 2016 года, в Великобритании — 9 сентября 2016 года. Премьера в России прошла 22 июня 2017 года.